# Метод матеріального балансу
Метод матеріального балансу (рос. метод материального баланса; англ. method of material balance; нім. Methode f der materiellen Bilanz) — метод підрахунку запасів корисних копалин, зокрема нафти (газу), оснований на законі збереження матерії, який передбачає складання рівняння балансу між початковими запасами вуглеводнів у надрах і сумою вуглеводнів, видобутих і залишених у надрах з урахуванням зміни фізичних параметрів рідини і газу в залежності від зміни тиску в процесі розробки покладів.